# El Che de los gays
El Che de los gays es un documental chileno de 2005 de temática LGBT. El documental fue estrenado a nivel nacional en el Festival Internacional de Documentales de Santiago y a nivel internacional en el Festival Internacional del Nuevo Cine Latinoamericano de La Habana.

## Sinopsis
El documental trata sobre la vida del periodista y activista gay chileno Víctor Hugo Robles Fuentes (1969), integrante del Movimiento de Liberación Homosexual y que a partir del 4 de septiembre de 1997 comenzó a desarrollar performances caracterizado como una versión homosexual del Che Guevara, razón por la cual adopta el apodo de «El Che de los gays».